# Vanua Lava
Vanua Lava je jeden z Banksových ostrovů (také Písečné nebo Mělčinné ostrovy) v provincii Torba státu Vanuatu, nachází se 120 km severně od ostrova Espiritu Santo. S rozlohou 314 km² je po ostrově Gaua druhým největším v tomto souostroví. V roce 1979 měl 909 obyvatel a v roce 2009 měl 2623 obyvatel. Správním střediskem je vesnice Sola na východním pobřeží. Ostrov je vulkanického původu, nachází se zde činná sopka Suretamati, nejvyšší horou je Tow Law s 946 m. Nachází se zde přístav Port Patteson a letiště Vanua Lava Airport.
Ostrov objevil v roce 1606 Pedro Fernandes de Queirós. V roce 1859 prozkoumal vnitrozemí novozélandský biskup George Augustus Selwyn. Hlavním produktem ostrova je kopra, v minulosti se zde těžila síra. Nevelký ostrov je známý množstvím různých jazyků; řada z nich vyhynula, udržely se Vurës (2000 mluvčích), Vera'a (500 mluvčích), Mwesen (deset mluvčích) a Lemerig (pouze dva žijící mluvčí).